# سارنیتسا (استان خاسکوو)
سارنیتسا (به بلغاری: Sarnitsa) یک منطقهٔ مسکونی در بلغارستان است که در مینرالنی بنی واقع شده‌ است.